# Maltschacher See
Der Maltschacher See ist ein kleiner österreichischer Badesee rund drei Kilometer südöstlich von Feldkirchen in Kärnten.
Im Westen des Sees befindet sich ein Niederungsmoor. Vom Abfluss des Maltschacher Sees wird der Strußnigteich gespeist.
Der See war ursprünglich durch einen dichten Makrophyten- und Schilfgürtel gekennzeichnet. Durch 1975 eingesetzte Amurkarpfen wurden sowohl Makrophytenbestände als auch die Schilfgürtel vernichtet. Seit 1991 wurden jedoch keine Amurkarpfen mehr nachgewiesen.
Am Maltschacher See liegt ein Strandbad der Stadt Feldkirchen und eine Ferienanlage von Sotour Austria.

## Tiere im Maltschachersee
Im Maltschachersee kommen folgende 15 Fischarten vor:
- Aal (Anguilla anguilla)
- Aitel (Leuciscus cephalus)
- Amurkarpfen (Ctenopharyngodon idella)
- Barsch (Perca fluviatilis)
- Bitterling (Rhodeus sericeus amarus)
- Brachse (Abramis brama)
- Güster (Abramis bjoerkna)
- Hecht (Esox lucius)
- Karpfen (Cyprinus carpio)
- Laube (Alburnus alburnus)
- Rotauge (Rutilus rutilus)
- Schleie (Tinca tinca)
- Sonnenbarsch (Lepomis gibbosus)
- Wels (Silurus glanis)
- Zander (Sander lucioperca)